# Spirit of Excalibur
Spirit of Excalibur è un videogioco del 1990 sviluppato da Synergistic Software e pubblicato da Virgin Games.
Ispirato al ciclo arturiano, il gioco ha ricevuto un seguito dal titolo Vengeance of Excalibur.